# Styled Layer Descriptor
Styled Layer Descriptor (SLD) – standard w XML Schema określony przez Open Geospatial Consortium (OGC) do opisywania wyglądu warstw mapy. Opisuje zarówno sposób wyświetlania danych rastrowych, jak i wektorowych. Zazwyczaj jest używany w połączeniu z Web Map Service (WMS) w celu ustalenia wyglądu wynikowej mapy.
W sierpniu 2007 OGC podzieliło specyfikację SLD na:
- Symbology Encoding (SE) – opis niezależny od usługi udostępniającej dane, można go wykorzystać również do ustalania wyglądu obiektów w systemach desktopowych
- Styled Layer Descriptor (SLD) – pozwala klientom zdefiniować sposób wyświetlania warstw przez WMS

## Otwarte oprogramowanie wspierające SLD
- Quantum GIS
- deegree
- GeoServer
- Mapserver